# Alberto Febbrajo
Alberto Vincenzo Febbrajo (Vittorio Veneto, 19 luglio 1944) è un sociologo e giurista italiano specializzato nel ramo della sociologia del diritto. Influenzato dai lavori di Niklas Luhmann, con le sue opere ha contribuito a introdurre in Italia studiosi come Eugen Ehrlich, Theodor Geiger, e lo stesso Luhmann.

## Biografia
Ha studiato giurisprudenza, come alunno dell'Almo Collegio Borromeo, nell'Università degli Studi di Pavia, dove si è laureato sotto la guida di Bruno Leoni con una tesi su l'elemento giuridico nel pensiero di Max Weber. Ha poi proseguito gli studi nelle Università di Berlino, Friburgo i. Br. e presso la Scuola superiore di Scienze dell'amministrazione di Speyer. Nel 1975 pubblica per Giuffrè Editore il saggio Funzionalismo strutturale e sociologia del diritto nell'opera di Niklas Luhmann che introduce nel dibattito italiano gli assiunti fondamentali della costruzione sociologica luhmaniana. Ha poi curato la traduzione-curatela delle principali opere dello stesso autore.
Dal 1976 ha insegnato Sociologia del diritto presso la Facoltà di Giurisprudenza della Università degli studi di Macerata, di cui è stato più volte preside, fino al collocamento a riposo per limiti d'età nel 2014. È stato inoltre rettore dello stesso ateneo dal 1991 al 2003, mentre insegna Sociologia generale presso l'Università degli Studi "Suor Orsola Benincasa". Ha diretto l'European Yearbook in the Sociology of Law ed è direttore delle collane Studies in the Sociology of Law per Routledge e Serie Sociologico-giuridica per Giuffrè Editore. Dal 2009 organizza, a Fermo, una Summer School dedicata all'analisi delle questioni socio-giuridiche riguardanti il processo di costruzione dell'Unione europea.
È stato coordinatore del Consiglio Scientifico della Sezione di Sociologia del Diritto dell'AIS (Associazione Italiana di Sociologia) e attualmente presiede il Working Group on Sociology of Constitution del Research Committee on Sociology of Law dell'ISA (International Sociological Association).
Nel 2009 ha pubblicato per Il Mulino il manuale Sociologia del diritto. Concetti e problemi, poi ristampato in una seconda edizione nel 2013.
Nel 2016 ha curato assieme a Giancarlo Corsi il saggio Sociology of Constitutions. A Paradoxical Perspective per la casa editrice londinese Routledge, in cui si offre una riflessione sulle sfide del costituzionalismo.

## Opere principali
- Funzionalismo strutturale e sociologia del diritto nell'opera di Niklas Luhmann, Milano, Giuffrè, 1975
- European Yearbook in the Sociology of Law (a cura di), Milano, Giuffrè, 1988, ISBN 8814015104
- State, Law and Economy as Autopoietic Systems. Regulation and Autonomy in a New Perspective (con G. Teubner), Milano, Giuffrè, 1992, ISBN 881402510X
- European Yearbook in the Sociology of Law (con D. Nelken), Milano, Giuffrè, 1993, ISBN 8814035067
- Social Processes and Patterns of Legal Control (con D. Nelken e V. Olgiati), Milano, Giuffrè, 2000, ISBN 8814084114
- Cultura giuridica e politiche pubbliche in Italia (con A. La Spina e M. Raiteri), Milano, Giuffrè, 2006, ISBN 8814113629
- Eugen Ehrlich, Hans Kelsen, Max Weber. Verso un concetto sociologico di diritto, Milano, Giuffrè, 2010, ISBN 8814056293
- Central and Eastern Europe After Transition. Towards a New Socio-legal Semantics (con W. Sadurski), Farnham, Ashgate, 2010, ISBN 1409497224
- The Financial Crisis in Constitutional Perspective. The Dark Side of Functional Differentiation (con P. F. Kjaer e G. Teubner), Oxford-Portland (OR), Hart, 2011, ISBN 1841130109
- Law and Intersystemic Communication. Understanding ‘Structural Coupling’ (con G. Harste), Farnham, Ashgate, 2013, ISBN 1409421104
- Sociologia del diritto. Concetti e problemi, Bologna, Il Mulino, 2013, II ed., ISBN 9788815245922
- Il diritto frammentato, (con F. Gambino), Milano, Giuffrè, 2014, ISBN 9788814171895
- Le radici del pensiero sociologico-giuridico (a cura di), Milano, Giuffrè, 2014, ISBN 9788814171888
- Dall'unità alla pluralità del diritto, in Ripensare Max Weber nel centocinquantesimo dalla nascita. Atti dei convegni Lincei, Roma, Scienze e Lettere, 2015, pp. 171–192, ISBN 9788821811067
- Sociology of Constitutions. A Paradoxical Perspective (con G. Corsi), London, Routledge, 2016, ISBN 9781472479594
- Law, Legal Culture and Society. Mirrored Identities of the Legal Order (a cura di), London, Routledge, 2018, ISBN 9781138488366